# Acroclisoides sinicus
Acroclisoides sinicus är en stekelart som först beskrevs av Huang och Yin-Xia Liao 1988.  Acroclisoides sinicus ingår i släktet Acroclisoides och familjen puppglanssteklar. Inga underarter finns listade i Catalogue of Life.